# Champions League de Dardos
La Champions League es un torneo profesional de dardos que se celebra cada año en Inglaterra desde 2016. El torneo es organizado por la Corporación Profesional de Dardos.

## Resultados
| Año  | Final                       | Final     | Final                       |
| Año  | Campeón                     | Resultado | Finalista                   |
| ---- | --------------------------- | --------- | --------------------------- |
| 2016 | Phil Taylor (98.97)         | 11-5      | Michael van Gerwen (100.92) |
| 2017 | Mensur Suljović (87.85)     | 11-9      | Gary Anderson (98.03)       |
| 2018 | Gary Anderson (101.47)      | 11-4      | Peter Wright (93.85)        |
| 2019 | Michael van Gerwen (100.87) | 11-10     | Peter Wright (97.42)        |
| 2020 | No se disputó               |           |                             |

### Más campeonatos
| Jugador            | Títulos | Subcampeonatos | Año de los títulos |
| ------------------ | ------- | -------------- | ------------------ |
| Gary Anderson      | 1       | 1              | 2018               |
| Michael van Gerwen | 1       | 1              | 2019               |
| Mensur Suljović    | 1       | 0              | 2017               |
| Phil Taylor        | 1       | 0              | 2016               |